# Brachymeria subconica
Brachymeria subconica är en stekelart som beskrevs av Boucek 1992. Brachymeria subconica ingår i släktet Brachymeria och familjen bredlårsteklar. Inga underarter finns listade.